# Воротар шлунка
Воротар шлунка (лат. pylorus) — особливий сфінктер, що відокремлює пілоричну частину шлунка від ампули дванадцятипалої кишки і виконує функцію регулятора надходження кислого шлункового вмісту в дванадцятипалу кишку в міру її готовності до прийому подальших порцій хімусу (харчової кашки).

## Зображення

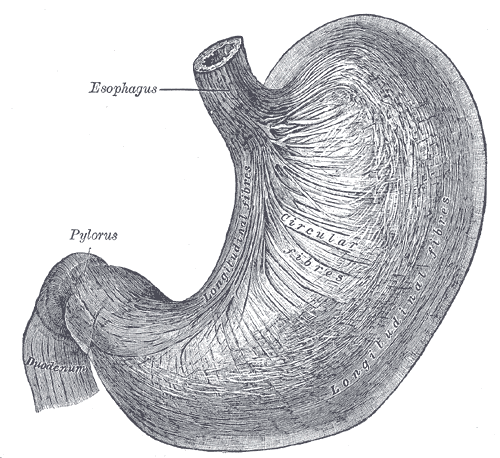
Поздовжні і циркулярні м'язові волокна шлунка, вид зверху і спереду.
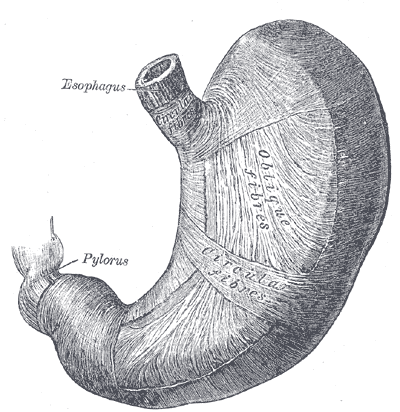
Косі м'язові волокна шлунка, вид зверху і спереду.